# Foveosculum impavidum
Foveosculum impavidum är en stekelart som först beskrevs av Tosquinet 1896.  Foveosculum impavidum ingår i släktet Foveosculum och familjen brokparasitsteklar. Inga underarter finns listade i Catalogue of Life.